# Primi ministri della Guyana
Questa pagina contiene una lista di primi ministri della Guyana.
| # | Primo Ministro   | Mandato          | Mandato          |
| # | Primo Ministro   | Inizio           | Fine             |
| - | ---------------- | ---------------- | ---------------- |
| 1 | Forbes Burnham   | 14 Dicembre 1964 | 6 ottobre 1980   |
| 2 | Ptolemy Reid     | 6 ottobre 1980   | 14 agosto 1984   |
| 3 | Desmond Hoyte    | 14 agosto 1984   | 6 agosto 1985    |
| 4 | Hamilton Green   | 6 agosto 1985    | 9 ottobre 1992   |
| 5 | Sam Hinds        | 10 ottobre 1992  | 7 marzo 1997     |
| 6 | Janet Jagan      | 17 marzo 1997    | 19 dicembre 1997 |
| 5 | Sam Hinds        | 19 dicembre 1997 | 9 agosto 1999    |
| 7 | Bharrat Jagdeo   | 9 agosto 1999    | 11 agosto 1999   |
| 5 | Sam Hinds        | 11 agosto 1999   | 20 maggio 2015   |
| 8 | Moses Nagamootoo | 20 maggio 2015   | 2 agosto 2020    |
| 9 | Mark Phillips    | 2 agosto 2020    | in carica        |